# Esmé Kamphuis
Esmé Imre Kamphuis (ur. 22 maja 1983 w Zwolle) – holenderska bobsleistka, olimpijka.

## Kariera
W zawodach Pucharu Świata zadebiutowała 11 stycznia 2008 roku w Cortinie d’Ampezzo, zajmując trzynaste miejsce w dwójkach. Na podium zawodów tego cyklu po raz pierwszy i jedyny stanęła 5 lutego 2011 roku w Cesanie, gdzie była druga w dwójkach. Pierwszy sukces w karierze osiągnęła w 2011 roku, kiedy wspólnie z Judith Vis zdobyła brązowy medal podczas mistrzostw Europy w Winterbergu. Wynik ten Holenderki powtórzyły na rozgrywanych trzy lata później mistrzostwach Europy w Königssee. W 2010 roku wystąpiła na igrzyskach olimpijskich w Vancouver, zajmując ósme miejsce w tej konkurencji. Na rozgrywanych cztery lata później igrzyskach w Soczi była czwarta, przegrywając walkę o medal z II reprezentacją USA o 0,66 sekundy. Była też między innymi szósta podczas mistrzostw świata w Königssee w 2011 roku i mistrzostw świata w St. Moritz dwa lata później.